# Chris Hatcher
Pour les articles homonymes, voir Hatcher.
David Christopher Hatcher (né le 12 janvier 1985 à Kinston, Caroline du Nord, États-Unis) est un lanceur de relève droitier de la Ligue majeure de baseball. 
Chris Hatcher est l'un des rares joueurs de l'histoire moderne du baseball à être devenu lanceur après avoir débuté comme joueur de position. Il fait en effet son entrée dans la ligue comme receveur des Marlins de la Floride durant la saison 2010, avant de devenir lanceur la saison suivante. Frappeur ambidextre, Hatcher est un lanceur droitier.

## Carrière

### Marlins de Miami

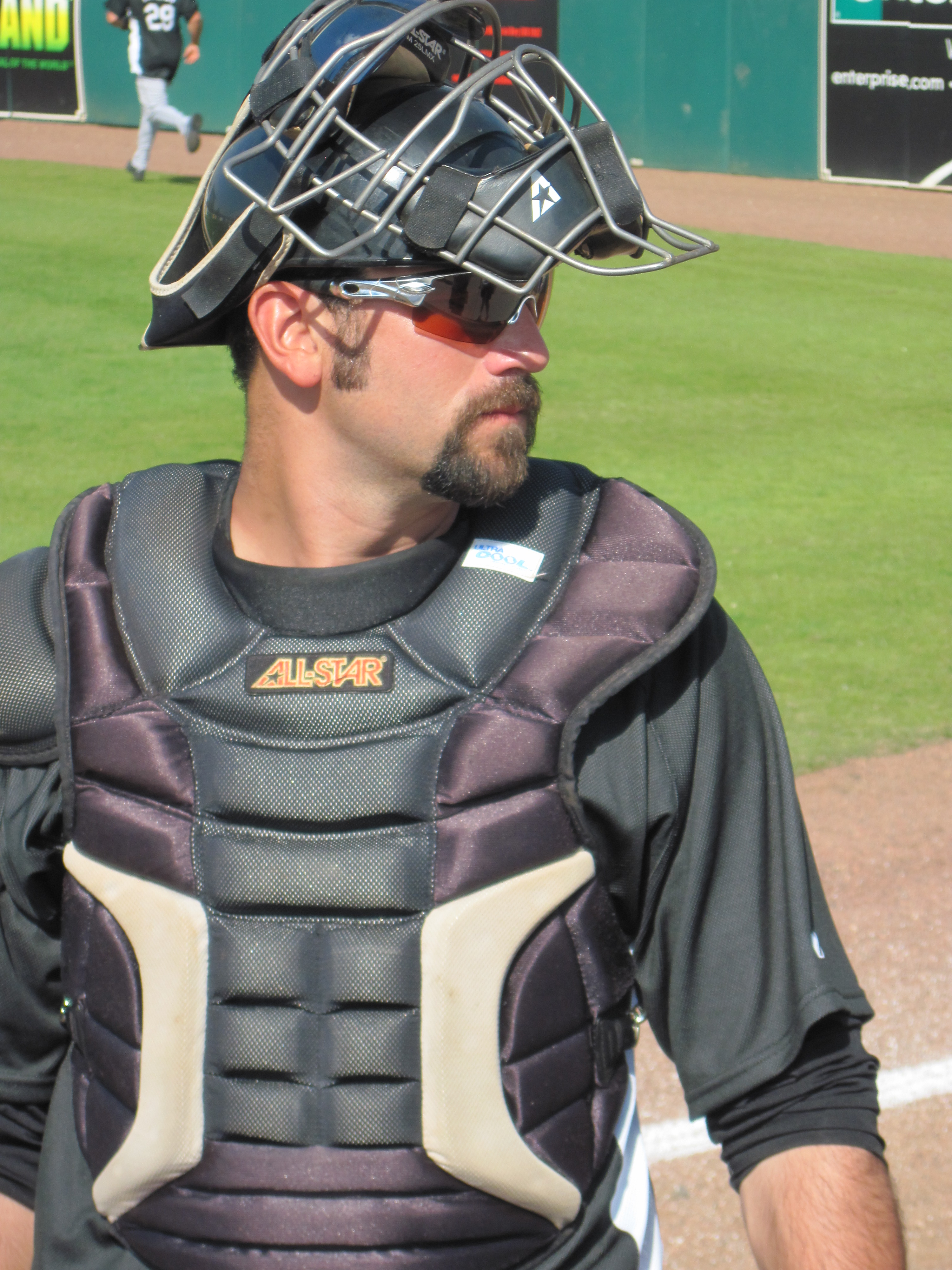
Chris Hatcher commence sa carrière sportive en tant que receveur (ici en 2010).

Chris Hatcher est repêché au cinquième tour par les Marlins de la Floride en 2006.
Il fait ses débuts dans les majeures avec les Marlins le 19 septembre 2010 et joue cinq parties avec l'équipe en fin de saison. Il n'obtient aucun coup sûr en six présences officielles au bâton et est de surcroît retiré sur des prises en cinq occasions. Hatcher gradue en ligue majeure comme receveur et apparaît derrière le marbre dans quatre matchs des Marlins en 2010.
Durant l'hiver 2010-2011, Hatcher entreprend sa conversion vers le poste de lanceur, plus précisément vers la fonction de lanceur de relève. Affecté au club-école de niveau Double-A des Marlins à Jacksonville au début de la saison de baseball 2011, il est rappelé le 8 juillet pour un second séjour dans les majeures. Le 16 juillet, il lance une manche en relève pour mettre fin au match opposant les Marlins aux Cubs de Chicago, partie remportée 13-3 par l'équipe de Floride au Wrigley Field. Hatcher devient le premier joueur à faire ses débuts de lanceur après avoir amorcé sa carrière en ligues majeures comme receveur la saison précédente depuis Art Doll des Braves de Boston en 1936. Il effectue 11 sorties en relève pour les Marlins en 2011.

### Dodgers de Los Angeles
Le 10 décembre 2014, Chris Hatcher est échangé aux Dodgers de Los Angeles avec le receveur-deuxième but des ligues mineures Austin Barnes, le joueur d'utilité Enrique Hernández et le lanceur gaucher Andrew Heaney dans une transaction qui envoie à Miami le joueur de deuxième but Dee Gordon, le lanceur partant droitier Dan Haren et l'arrêt-court Miguel Rojas.
Hatcher fait 112 présences en relève pour les Dodgers de 2015 à 2017, réalise 4 sauvetages et cumule 131 retraits sur des prises en 116 manches et un tiers lancées. Sa moyenne de points mérités durant cette période s'élève à 4,64.

### Athletics d'Oakland
Le 15 août 2017, les Dodgers le transfèrent aux Athletics d'Oakland.